# 2015년 FIBA 아시아 남자 농구 선수권 대회
2015년 FIBA 아시아 남자 농구 선수권 대회(영어: 2015 FIBA Asia Championship)는 2015년 9월 23일부터 10월 3일까지 중화인민공화국 후난성 장사시에서 열렸다.